# Línea de batalla

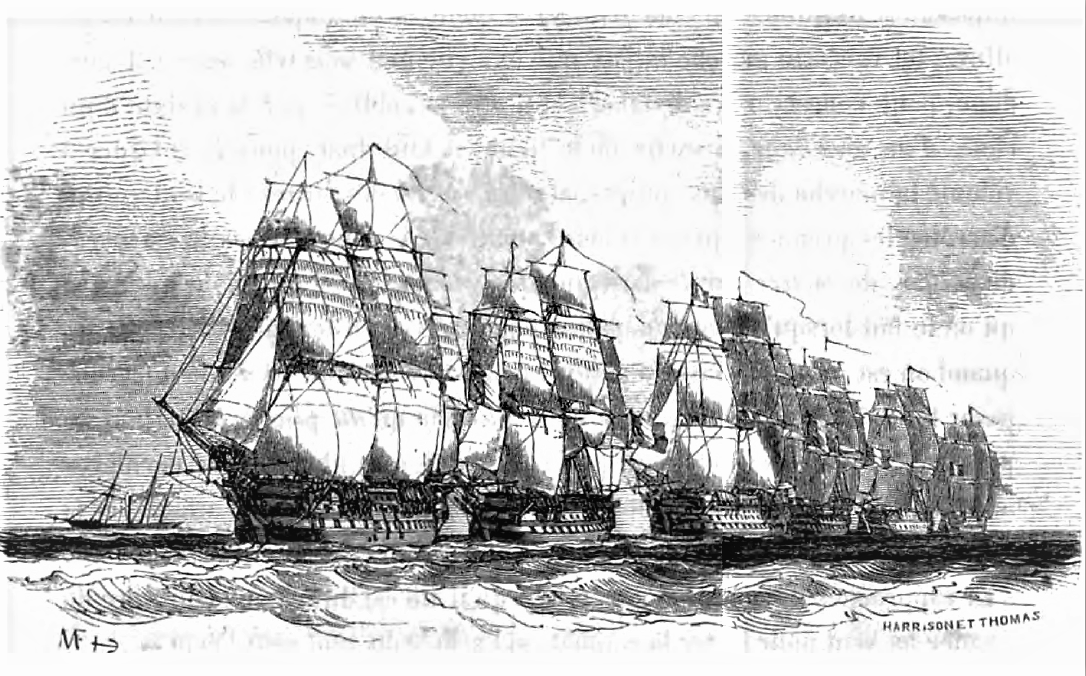
Un escuadrón francés formando una línea de batalla alrededor de 1840. Dibujo de Antoine Morel-Fatio.

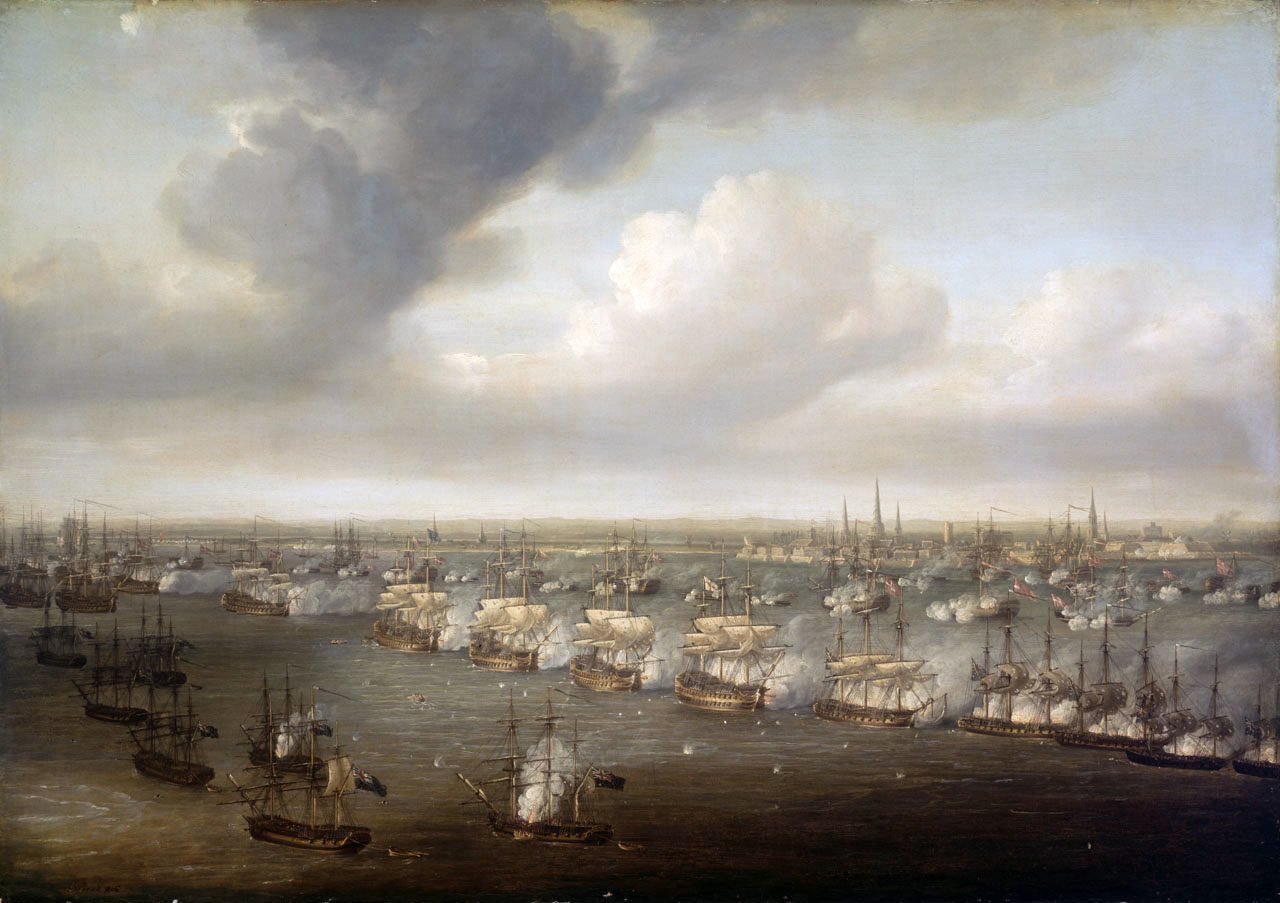
Barcos británicos y daneses en línea de batalla en la Batalla de Copenhague (1801)

En la guerra naval, la línea de batalla se refiere a una táctica en la que una flota naval de barcos forma una línea de extremo a extremo. Es motivo de debate cuándo se usó por primera vez, y diversas afirmaciones al respecto incluyen fechas que van desde 1502 hasta 1652. Las tácticas de línea de batalla tenían un uso generalizado para 1675.
En comparación con tácticas navales previas, en las que dos barcos opuestos se acercaban uno al otro para librar combate individual, la línea de batalla tiene la ventaja de que cada barco en la línea puede disparar su andanada sin el miedo de impactar a un barco aliado. Esto significa que en un período dado, la flota puede hacer más disparos.
Una segunda ventaja es que un movimiento relativo de la línea en relación con alguna porción de la flota enemiga permite que el fuego se concentre de manera sistemática en esa parte. La flota enemiga puede evitar esto maniobrando a su vez en línea, de manera que a partir de 1675 el resultado típico de las batallas navales fue que dos flotas navegan una al lado de la otra o en la amura opuesta.
Los barcos suficientemente poderosos como para ponerse en la línea de batalla empezaron a recibir el nombre de navíos o barcos de línea (de batalla).

## Desarrollo

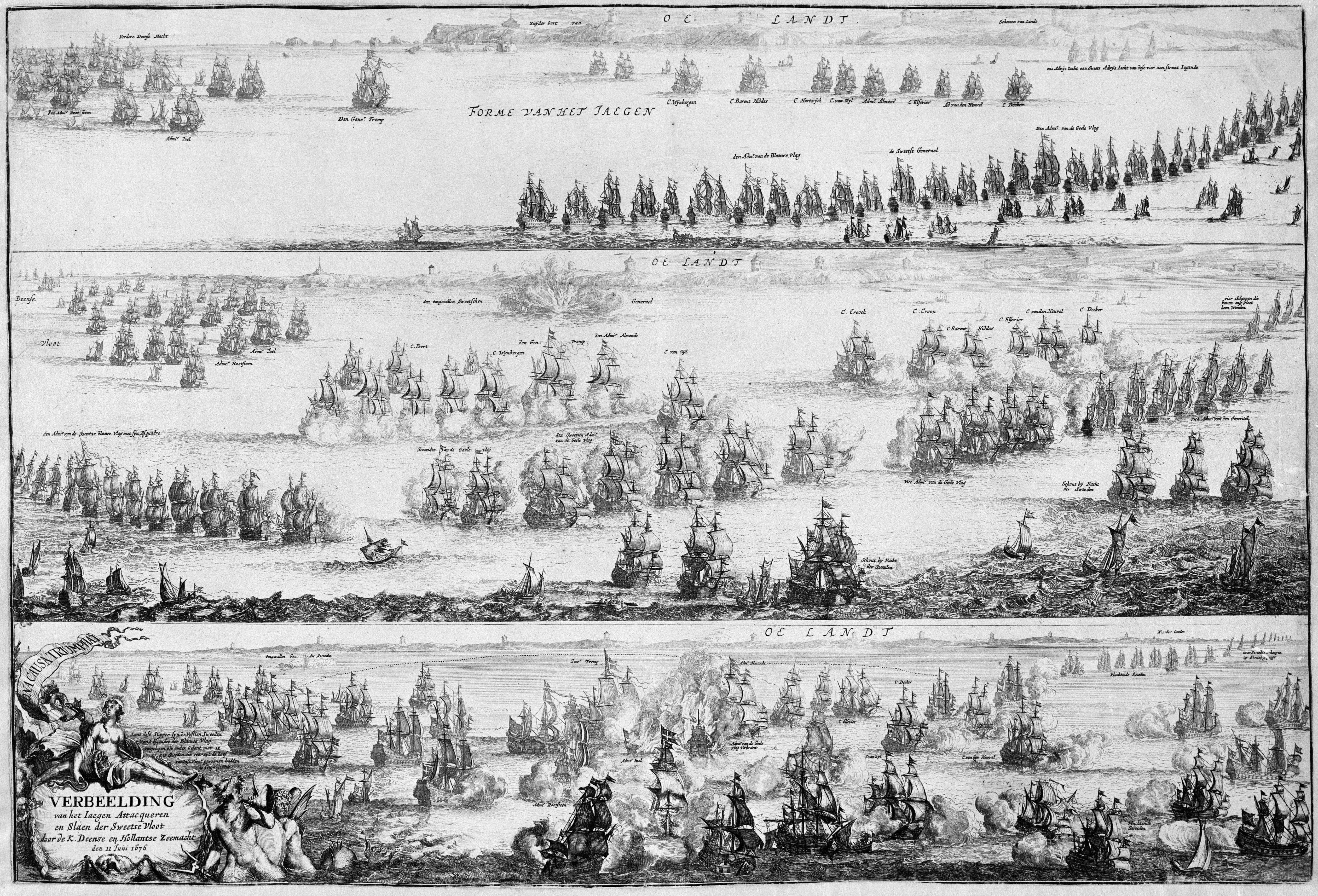
Una representación contemporánea de la Batalla de Öland entre una flota danesa-holandesa aliada bajo el mando de Cornelis Tromp y una flota sueca. Los barcos suecos estaban inicialmente dispuestos en línea de batalla, pero se desorganizaron y fueron derrotados. Grabado en cobre de Romeyn de Hooghe, 1676.

La primera mención de la que se tiene registro del uso de una táctica de línea de batalla es de 1500. Las Instrucciones dadas en este año por el rey Manuel I de Portugal al comandante de una flota enviada al Océano Índico sugieren que su uso es previo a las instrucciones escritas. Las flotas portuguesas de ultramar se desplegaban en línea adelante, disparando una andanada y luego virando en orden para regresar y descargar la siguiente, resolviendo batallas únicamente con artillería. En un tratado de 1555, Arte da guerra do mar, el teórico portugués de la guerra naval y la construcción de navíos, Fernão de Oliveira, reconocía que en el mar, los portugueses «luchan a distancia, como si lo hicieran desde murallas y fortalezas...». Recomendaba la línea única por delante como la formación ideal de combate.
En 1502, la Cuarta Armada Portuguesa de la India había empleado una táctica de línea de batalla contra una flota musulmana en la Batalla de Calicut, bajo el mando de Vasco da Gama, cerca de Malabar. Uno de los primeros usos deliberados de la táctica de los que queda registro también está documentado en la Primera Batalla de Cananor entre la Tercera Armada Portuguesa de la India comandada por João da Nova y las fuerzas navales de Calicut, a comienzos del mismo año. Otra forma temprana, si bien diferente de esta estrategia, fue empleada en 1507 por Afonso de Albuquerque en la entrada al Golfo Pérsico, en la primera conquista de Ormuz. Albuquerque comandaba una flota de seis carracas tripuladas por 460 hombres que entró en la bahía de Ormuz, rodeada por 250 barcos de guerra y un ejército de 20.000 hombres en tierra. Albuquerque hizo que su pequeña flota (pero poderosa en artillería) diera círculos como un carrusel, pero en una línea de punta a punta, y destruyó la mayoría de los barcos que rodeaban a su escuadrón. Luego procedió a capturar Ormuz.
Si bien está bien documentado que Maarten Tromp empleó la táctica por primera vez en la acción del 18 de septiembre de 1639, algunos han puesto en duda este hecho. Unas de las primeras instrucciones escritas precisas en cualquier idioma en adoptar la formación se encuentran en las Instrucciones de combate de la Armada inglesa, escritas por el almirante Robert Blake y publicadas en 1653. Capitanes individuales en ambos bandos de la primera guerra anglo-neerlandesa parecen haber experimentado con la técnica en 1652, entre ellos posiblemente Blake en la Batalla de Dover.
A partir de mediados del siglo XVI, el cañón se convirtió gradualmente en el arma más importante en la guerra naval, reemplazando a las acciones de abordaje como el factor decisivo en los combates. A la vez, la tendencia natural en el diseño de galeones era la de construir barcos más largos con castillos más bajos, lo que significaba navíos más rápidos y estables. En estos barcos de guerra más nuevos se podían montar más cañones a lo largo de los costados de sus cubiertas, concentrando su poder de fuego a lo largo de su andanada.
Hasta mediados del siglo XVII, las tácticas de una flota a menudo consistían en «cargar» contra el enemigo, disparando cañones de pieza de caza de proa, que no desplegaban la andanada de forma óptima. Estos nuevos navíos requerían nuevas tácticas, y «en tanto... casi toda la artillería se encuentra en los costados de un barco de guerra, es la manga la que debe estar necesariamente y siempre orientada hacia el enemigo. Por otra parte, es necesario que la vista de éste no sea nunca interrumpida por un barco amigo. Solo una formación permite a los barcos de una misma flota satisfacer plenamente estas condiciones. Esa formación es la de línea de proa [columna]. Esta línea, por lo tanto, se impone como el único orden de batalla y, en consecuencia, como la base de todas las tácticas de flota».
La táctica de la línea de batalla favorecía barcos muy grandes que pudieran navegar de manera constante y mantener su lugar en la línea frente al fuego intenso. El cambio hacia la línea de batalla también dependió de una mayor disciplina de la sociedad y de las demandas de un poderoso gobierno centralizado de mantener flotas permanentes comandadas por un cuerpo de oficiales profesionales. Estos oficiales estaban mejor capacitados para gestionar y comunicarse entre los barcos que comandaban en comparación con las tripulaciones mercantes que a menudo constituían gran parte de las fuerzas de una armada. El nuevo tipo de guerra que se desarrolló durante los primeros años de la Edad Moderna se caracterizó por una organización cada vez más estricta. Las formaciones de batalla se estandarizaron, basándose en modelos ideales calculados matemáticamente. El aumento del poder de los Estados en detrimento de los terratenientes individuales llevó a a ejércitos y armadas cada vez más grandes.

## Uso efectivo
La línea de batalla estaba marcada por la rigidez táctica y, a menudo, daba lugar a enfrentamientos indecisos. Los comandantes de flota a veces tenían más éxito alterando o abandonando la línea de batalla por completo rompiendo la línea enemiga y moviéndose a través de ella (p. ej., en laBatalla de los Cuatro Días, en la Batalla de Schooneveld o en la Batalla de Trafalgar), tratando de cortar y aislar parte de la línea enemiga mientras se concentraba una fuerza mayor en ella (por ejemplo, en la Batalla de Texel o la Batalla de los Santos), o tratando de «doblar» las naves del enemigo (por ejemplo, en la Batalla de Beachy Head o la Batalla del Nilo).

## Debilidades
El principal problema de la línea de batalla era que cuando las flotas eran de tamaño similar, las acciones navales que la empleaban generalmente no llevaban a resultados decisivos. Los franceses, en particular, eran expertos en artillería y generalmente tomaban la posición de sotavento para permitir que su flota se retirara a favor del viento mientras seguían disparando balas en cadena a larga distancia para derribar mástiles. Finalmente, tantos barcos en una línea resultaban dañados que se veían obligados a retirarse para repararlos, mientras que los franceses sufrían pocas bajas y muy pocos daños.

## Doblaje
Si las flotas enemigas eran de tamaño similar, una parte de la línea podría verse abrumada por disparos enfocados de la línea enemiga entera por medio del doblaje. Los barcos que atravesaban la línea enemiga actuaban en conjunto con otros que permanecieran en el lado original para atacar simultáneamente desde ambos lados de una parte de la flota enemiga mientras que las andanadas del resto de la línea enemiga no podían participar.

## Era del vapor y desarrollos posteriores
Durante un período a fines del siglo XIX, las tácticas navales entraron en caos cuando se introdujeron los buques de guerra blindado (ironclads). Una escuela de pensamiento sostenía que los ironclads eran efectivamente invulnerables a los disparos, por lo que la embestida se convirtió en un método popular de ataque, como ocurrió en la Batalla de Lissa o en la Batalla del río Yalu, o a pequeña escala en los Combates Navales de Pacocha, Iquique o Angamos, donde el espolonazo o bien fue decisivo o al menos se intentó enérgicamente. Otra escuela sostenía que las batallas navales solo podían ser decididas mediante un asalto a una flota enemiga en puerto. Los barcos construidos de acuerdo con estas doctrinas tendían a montar un puñado de cañones que podían disparar hacia el frente o en todas direcciones, en lugar de costado. Las flotas de estos períodos tendían a utilizar menos la línea de batalla.
No obstante, cuando la táctica de embestida pasó de moda, la lógica de la línea de batalla reapareció y se empleó en batallas como la Batalla de Tsushima (1905), la Batalla de Jutlandia (1916) y finalmente en la Batalla del Estrecho de Surigao (1944).
Durante la Segunda Guerra Mundial, el desarrollo de portaaviones significó que los enfrentamientos con cañones ya no fueran decisivos. Esto significó que no había ya razón para usar una formación de línea de batalla. En la guerra naval moderna, un grupo de batalla de portaaviones generalmente se despliega en una formación circular con las unidades de mayor valor en el centro, acompañadas de cerca por escoltas antiaéreas, con escoltas antisubmarinas rodeando la formación a una distancia de decenas de kilómetros.